# مطله، اریحا
مطله (به عربی: المطلة) یک روستا در سوریه است که در ناحیه محمبل واقع شده‌است. مطله ۴۷۸ نفر جمعیت دارد.